# Ukta

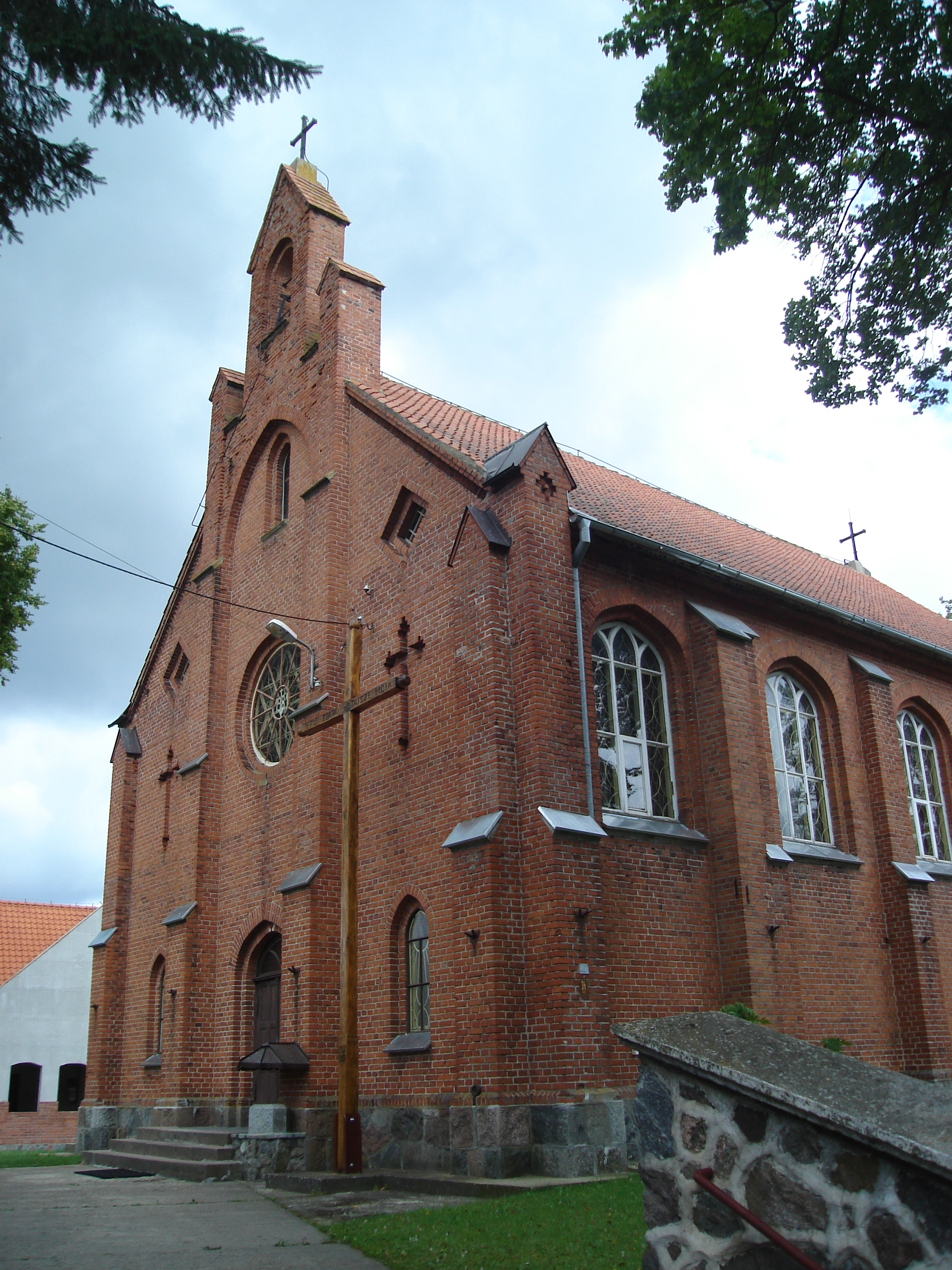
Det heliga Korsets upphöjelses kyrka i Ukta.

Ukta (tidigare Stara Ukta, tyska: Alt Ukta) är en by i Ermland-Masuriens vojvodskap i nordöstra Polen. Ukta har 570 invånare.